# Anton Janežič
Anton Janežič [antón jánežič], slovenski literarni zgodovinar, slavist, slovničar, slovaropisec, urednik leposlovnih glasil, * 19. december 1828, Leše pri Šentjakobu v Rožu, † 18. september 1869, Celovec.

## Življenje
Anton Janežič je začetno šolo obiskoval v Št. Jakobu, nato pa je šolanje nadaljeval na celovški normalki. Dokončal je gimnazijo in licej. Ko so leta 1848 uvedli v srednje šole slovenščino kot učni predmet, se je javil za učitelja slovenščine na gimnaziji v Celovcu. Sprejet je bil za začasnega gimnazijskega učitelja brez plače, saj ni imel ustrezne izobrazbe. Denar si je služil z učnimi tečaji za slovenski jezik za uradnike in pravnike. V letih 1850–53 se je dodatno ukvarjal še s prevajanjem deželnih zakonov in uradnih razglasov za Deželni zakonik in vladni list za Koroško kronovino. Njegova želja biti učitelj je bila tako močna, da je v poletnem semestru leta 1851 odšel na dunajsko vseučilišče, kjer je postal Miklošičev učenec. Leta 1854 je opravil izpit, s katerim je uradno postal profesor slovenskega, leto kasneje pa še nemškega jezika. Medtem je že postal profesor pripravnik za slovenščino, nemščino, zgodovino in zemljepis na celovški realki. Ves čas je poučeval tudi na gimnaziji. Kmalu je zbolel, lotevati se ga je začela jetika in vedno bolj je slabel, zato je leta 1866 opustil poučevanje slovenščine na gimnaziji, v šolskem letu 1868/69 pa se je upokojil in umrl. Pokopali so ga v Celovcu, kjer je umrl, kasneje pa so ga prekopali v domačo župnijo v Št. Jakob.

## Delo
Janežič je bil zelo narodnozaveden. Ljubezen do maternega jezika in slovenske knjige mu je privzgojila že mati. Leta 1849 se je pridružil Majarjevim načelom. Po njih je Luka Svetec v družbi s Cegnarjem, Cigaletom, Jerišo idr. uvedel nove slovnične oblike, ki so postale od 6. februarja 1851 obvezno gradivo za šolske učbenike. Bile naj bi kompromis med tedanjim kranjskim pisnim narečjem in starejšimi koroško-štajerskimi oblikami. Istega leta je ustanovil bralno društvo. Nenehno je navduševal dijake k branju slovenskih knjig. Na njegovo pobudo so začeli izdajati časopis Slavijo. 
Začel je sestavljati Popolni ročni slovar slovenskega in nemškega jezika v dveh zvezkih. Gradivo zanj je izpisoval iz različnih časopisov (Slovenija, Novice, Drobtinice) in knjig. Prvi nemško-slovenski del je izšel leta 1850, drugi slovensko-nemški pa leto kasneje. Pri nastajanju slovarja se je Janežič zgledoval po Murkovem in Gutsmanovem slovarju, iz katerega je vzel mnogo slabih Pohlinovih in srbo-hrvaških izrazov. Kot neobvezno dopolnilo k Bleiweisovemu Slovenskemu berilu je dodal še Cvetje slovanskega naroda ter Slovenske narodne pesme, prislovice in zastavice. Pričel je pisati novo slovensko slovnico, ki je izšla leta 1854 z naslovom Slovenska slovnica s kratkim pregledom slovenskega slovstva ter z malim cirilskim in glagolskim berilom za Slovence. V šolah se je uporabljala 62 let, do Breznika. 
Janežič je za šole v obmejnih pokrajinah sestavil berila za nižje razrede z naslovom Cvetnik, berilo za slovensko mladino, Cvet slovenske poezije za 5. in 6. razred, za gimnazije in realke pa Cvetnik slovenske slovesnosti. Položil je temelj uspešnemu pouku slovenskega jezika in slovstva v srednjih šolah in gimnazijah. Vzporedno je pripravljal tudi slovnico za Nemce, Leichtfaßliche Slovenische Sprachlehre für Deutsche zum Schulgebrauche und Privatunterrichte (COBISS).
Janežič je 1850 leta osnoval nov podučen in kratkočasen časopis Slovensko bčelo, pri katerem je sodeloval z Levstikom, Valjavcem, Vilharjem, Trdino, Svetcem, Einspielerjem, Majarjem idr. Težnja je bila na obuditvi slovenske pripovedne književnosti, ki je Slovenci do takrat še nismo imeli. Štiri leta kasneje je poskušal z izdajo novega časopisa, Glasnikom slovenskega slovstva, ki pa je obstal pri prvi številki. Sodeloval je pri Einspielerjevem časopisu Šolski prijatelj in Slovenski prijatelj. Članom bivše Slovenske bčele so se 1858 pridružili še vajevci in izšel je Slovenski glasnik, v katerem so izšle prve slovenske novele in povesti trajne vrednosti, ki so jih napisali Fran Levstik, Fran Erjavec, Josip Jurčič, Valentin Mandelc. Da bi lahko objavljal še daljše tekste, je ustanovil časopis Cvetje iz domačih in tujih logov (1861–68), v katerem je izšel prvi slovenski roman, Jurčičev Deseti brat. V njem so izšli tudi prvi slovenski prevodi večjih del iz svetovne književnosti (Platon, Sofokles, Vergil, Schiller, Andersen, Lermontov ...). 
Janežič se je zavzemal za napredek književnosti za preprosto ljudstvo ter za ustanovitev društva, ki bi izdajalo knjige z rednimi letnimi prispevki. Tako je bilo ustanovljeno Mohorjevo društvo in leta 1852 so  izšle prve knjige. Duša društva je bil Janežič, ki je bil od začetka brezplačni društveni tajnik. Skrbel je, da sta bila Koledarček in Slovenske večernice bogato založena. Po svoji upokojitvi je uredniško delo Slovenskega glasnika predal Stritarju. Pred smrtjo je zasnoval Besednik, kratkočasen in podučen list za slovensko ljudstvo.

## Priznanja
Leta 1923 so po njem poimenovali dotedaj neimenovano cesto med Prulami in Karlovško cesto v Ljubljani. Po njem je imenovana tudi ulica v Celovcu, na kateri je sedaj Zvezna gimnazija in zvezna realna gimnazija, edina gimnazija na tem območju, kjer pouk v celoti poteka v slovenskem jeziku.

## Izbrana bibliografija

### Slovnice
- A. Janežičeva slovenska slovnica: za srednje šole. Celovec: Družba sv. Mohorja, 1906. (COBISS)
- Slovenska slovnica s kratkim pregledom slovenskega slovstva ter z malim cirliskim in glagoliškim berilom za Slovence. Celovec: E. Liegel, 1854. (COBISS)
- Slovenska slovnica za slovenske učence gimnazijalnih in realnih šol. Celovec: E. Liegel, 1857. (COBISS)
- Slovenska slovnica za domačo in šolsko rabo. Celovec: J. Leon, 1863. (COBISS)

### Slovarji
- Popólni ročni slovár slovénskega in němškega jezika. Slovénsko-němški děl. Celovec: Založba J. Sigmundove knjigárnice, 1851. (COBISS)
- Anton Janežič-ev slovensko-nemški slovar. Celovec: Tiskarna družbe sv. Mohorja, 1874. (COBISS)
- Deutsch-slovenisches Hand-Wörterbuch. Klagenfurt: St. Hermagoras-Bruderschaft, 1889.3 (COBISS)

### Berila, učbeniki in ostala dela
- Pregled slovenskega slovstva. Celovec: E. Liegel, 1854. (COBISS)
- Slovensko berilo za Nemce s kratkimi razjasnjenji in potrebnim abecednim imenikom. Celovec: J. Leon, 1854. (COBISS)
- Kratek pregled slovenskega slovstva z malim cirilskim in glagoliškim berilom za Slovence. Celovec: E. Liegel, 1857. (COBISS)
- Cvet slovenske poezije: s kratkim naukom o pesniških izdelkih za gimnazijalne in realne šole. Celovec: J. Leon, 1861. (COBISS)
- Cvetnik: berilo za slovensko mladino. Celovec: Družba sv. Mohorja, 1865–1867. (COBISS)
- Cvetnik slovenske slovesnosti: berilo za višje gimnazije in realke. Celovec: E. Liegel, 1870. (COBISS)
- Janežičeve večernice za poduk in kratek čas. Celovec: Družba sv. Mohorja, 1870. (COBISS)

### Poezija
- Cvetje slovanskega naroda: slovenske narodne pesme, prislovice in zastavice. Celovec: F. Kleinmayr, 1852. (COBISS)